# Кідін-Хутран I
Кідін-Хутран (Кітен-Хутран) I (д/н — до 1300 до н. е.) — цар Аншану і Суз (Еламу). Ім'я перекладається як Чари Хутрана допоможіть мені.

## Життєпис
Походив з династії Ігехалкідів. Син царя Пахір-ішшана. Можливо ще за життя батька став його співолодарем з резиденцією в Аншані. Зберіг свій статус за наступного головного царя — Аттар-Кітаха II. Помер ще за життя останнього.
Поховано було ймовірно в Аяхітекі, оскілько його гробницю було виявлено 1982 року біля села Арджун (поблизу Ісфагану). Самого правителя було поховано у бронзовій труні. Також було виявлено золоте кільце, бронзовий піднос, 98 золотих ґудзиків, кинджал, срібний пруток.